# Corinne Mentzelopoulos
Corinne Chryssoula Mentzelopoulos-Petit (* 6. Juli 1953 in Boulogne-Billancourt) ist eine französische Geschäftsfrau in Weinbau, Weinproduktion und im Weinhandel. Bevor sie sich 2023 in den Ruhestand begab, war sie über 43 Jahre Geschäftsführerin auf Château Margaux, einem 1er-Grand-Cru-Classé-Weingut im Médoc. Ihre Nachfolge trat ihr Sohn Alexis Leven-Mentzelopoulos an. Vorsitzende des Holding-Aufsichtsrats wurde ihre Tochter Alexandra Petit-Mentzelopoulos.

## Familie

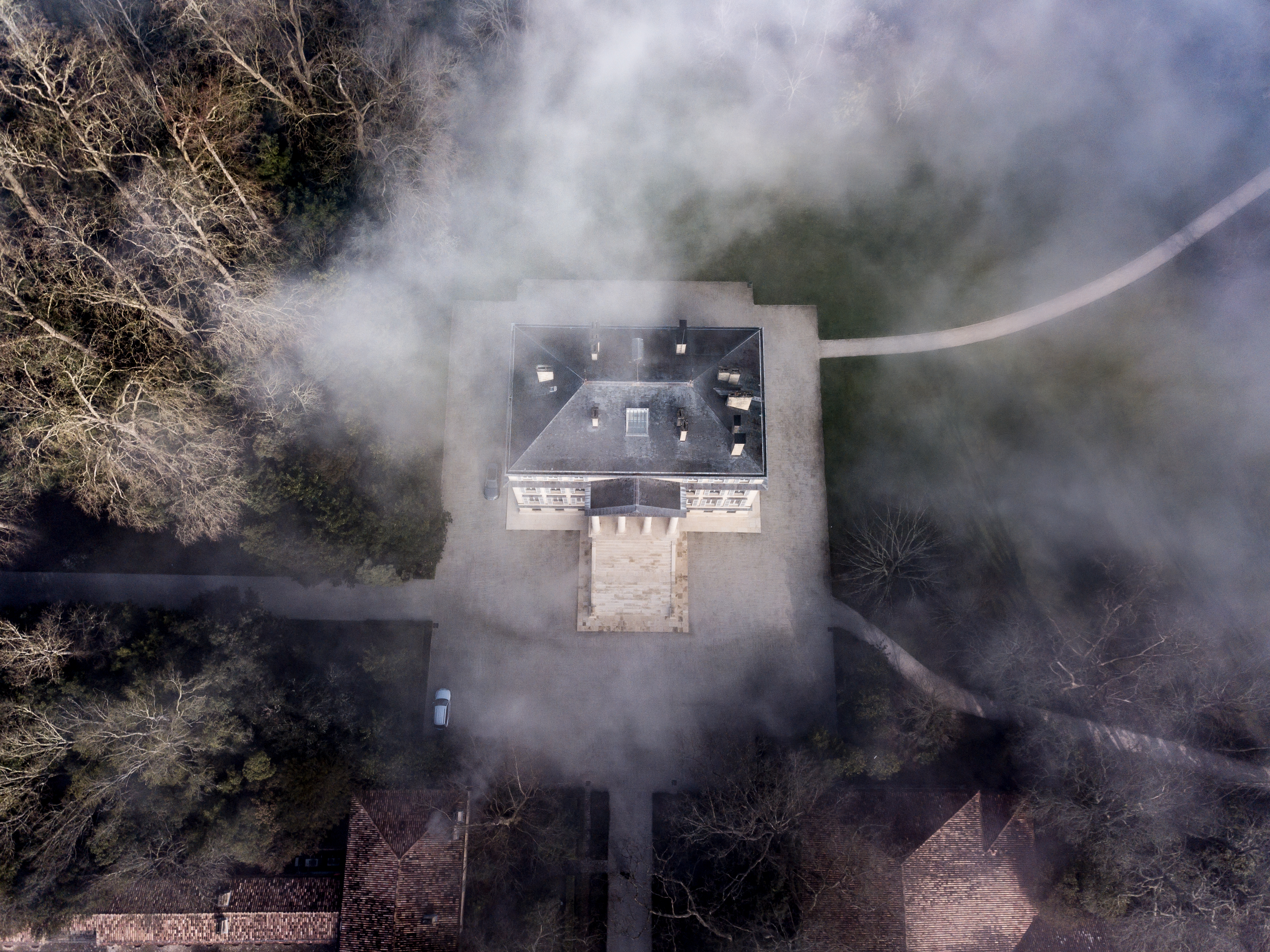
Château Margaux, Vogelperspektive

Seit 1977 gehört das Château der Familie. Ihr Vater André (1915–1980), Sohn eines Gastwirts ohne höhere Schulbildung, war durch den Getreidehandel in Indien und Pakistan zu Geld gekommen. In den späten 1950er Jahren hatte er die Ladenkette Felix-Potin erworben, kurz, nachdem sie auf Selbstbedienung umgestellt worden war. Zu seinen Verdiensten dürfte die Trennung von Einzelhandel und Immobilienvermögen zählen. Durch Beteiligungen an teils konkurrierenden Unternehmen stellte er die Einzelhandelslandschaft in Frankreich neu auf. Mit dem Weinhandel Nicolas war er bereits am Weinhandel beteiligt. Seine finanziellen Erfolge ermöglichten ihm 1977, für 72 Millionen Francs das Château einschließlich des Weinbestands der letzten drei Jahre sowie der Keller- und Lagertechnik zu kaufen. Erst durch die Einbürgerung erlangte er das Recht, dieses unter nationalem Kulturgüterschutz stehende Anwesen zu erwerben. „Die hermetische Welt der Winzer, Negociants und Verkoster in Bordeaux war entsetzt, dass ein Ausländer, der nur unvollkommen Französisch sprach und mittelmäßigen Wein trank, zum Fackelträger eines so geschichtsträchtigen Anwesens werden sollte.“ Zwei Jahre lang stand das Weingut zum Verkauf und es galt als ein Coup, mit einem solchen Vertrauen in diese vernachlässigte Region zu investieren. Mit neuen Finanzmitteln und dem angesehenen Önologen Émile Peynaud verschaffte André den Weinen von Château Margaux wieder die angestammte Prémier-Cru-Reputation.
Sein früher Tod 1980 ließ eine weitere Neuordnung nicht zu. Corinne war zu dieser Zeit bereits bei Félix-Potin, einem führenden Einzelhandelsunternehmen Frankreichs, – einer der Firmen ihres Vaters – als Controllerin beschäftigt. Zuvor hatte sie am Institut d’études politiques de Paris einen Bachelor of Arts in Klassische Philologie absolviert und dann ihre Karriere als Produktmanagerin bei Havas begonnen. 1983 verkaufte sie Félix-Potin in Anbetracht immer stärkerer Zentralisierung im Einzelhandel. Ihr einziger Bruder Philippe war 33-jährig 1988 verstorben. Nun stand sie mit ihrer Mutter Laura in der Verantwortung, das Familienerbe zu verwalten.
Laura heiratete kurz darauf neu und zog sich aus ihrer kurzen Geschäftstätigkeit zurück. Corinne hatte nun allein das 260-ha-Weingut zu bewirtschaften. Rückblickend konstatierte sie: „Zunächst haben wir das Werk meines Vaters aus Stolz weitergeführt. Wir hatten einfach nicht das Recht, es scheitern zu lassen.“
Ab 1990 beförderte sie Peynaud zum Chef-Önologen an dem Weingut, der zuvor schon unter Philippe Barré gearbeitet hatte, somit zu dessen Nachfolger. Bei Übernahme des Weinguts galt es nicht nur eine Baisse an Bordeaux-Weinen zu bewältigen, welche niedrige Preise zur Folge hatte, auch hausgemachte Probleme wie fehlerhafte Weinetiketten und mäßige Jahrgänge waren die wichtigsten zu lösenden Aufgaben. Die Einführung eines Zweitweins namens Pavillon Rouge half, wieder ertragsträchtig zu werden.
In den Jahren 1991 bis 2003 war die Agnelli-Familie im Weingut finanziell beteiligt. Corinne schaffte es aber, die 75%-Beteiligung auszulösen. Die Presse sprach von 200 bis 350 Mio. Euro Kaufpreis, was aber weder von Agnelli noch von Corinne Menzelopoulos bestätigt wurde.
Zwei von drei von Corinnes Kindern sind in ihr Geschäft eingetreten. In der Regenbogenpresse Frankreichs wird sie als bodenständig und volksnah dargestellt. Frühe Darstellungen mit Dior-Kleidern und Diamanten sind passé. Jetzt trägt sie Façonnable, fährt Motorrad und Ski, betreibt Windsurfen und Kanufahren und es werden Anekdoten aus ihrer Jugend ausgegraben, in der sie als Betreuerin in kanadischen Ferienlagern gearbeitet hat.